# Мисс США 1998
Мисс США 1998 (англ. Miss USA 1998) — 47-й конкурс красоты Мисс США, проводился в Шривпорте, штат Луизиана. Предварительный конкурс состоялся 6 марта, финальное шоу состоялось 10 марта 1998 года. Конкурс выиграла Шони Джеббия из штата Массачусетс.
Конкурс проводился в Шривпорте во второй раз; также, в этом городе проводился конкурс красоты Юная Мисс США. Владелец Дональд Трамп предположил, чтобы конкурс был перенесён в Нью-Йорк, однако было достигнуто соглашение в ноябре 1997 года для театрализованного представления, чтобы был проведён всё-таки в штате Луизиана. В течение двух недель, участницы прибывали в Шривпорт и местные компании выиграли на этом деле. Ожидаемая аудитория конкурса около 300 миллионов человек.
Конкурс красоты был организован звездой Молодые и дерзкие — Дж. Эдди Пекк, победительницей Мисс США 1996 — Эли Лэндри и Джули Моран, соведущая Развлечения сегодня вечером.
Участница Хэлли Берри Мисс Огайо 1986 и 1-я Вице-Мисс Кристи Фихтнер, участвовавшие на Мисс США 1986, была награждена за выдающиеся актёрские достижения.

## Результаты
| Финальный результат | Конкурсантка |
| ------------------- | --- |
| Мисс США 1998       | - Массачусетс — Шавнае Джубиа |
| 1-я Вице Мисс       | - Калифорния — Шона Гэмбилл |
| 2-я Вице Мисс       | - Миссури — Мелани Брилав |
| Топ 5               | - Юта — Мелисса Лейг Андерсон - Техас — Холли Миллс                                                                                  |
| Топ 10              | - Аризона — Стейси Кол - Луизиана — ДеббиДелхомм - Вашингтон — Наташа Кьюрри - Мичиган — Джонель Риан - Виргиния — Мередит Бланкешип |

### Специальная награда
| Награда              | Участницы                         |
| -------------------- | --------------------------------- |
| Мисс Конгениальность | - Северная Каролина — Вера Моррис |
| Мисс Фотогеничность  | - Южная Каролина — Соня Гленн     |
| Мисс Фотогеничность  | - Виргиния — Мередит Бланкешип    |
| Лучший купальник     | - Массачусетс — Шавнае Джубиа     |

## Полуфинальные очки

### Предварительные очки
| \| Штат \| Интервью \| Купальный костюм \| Вечерний костюм \| Средний балл \| Финал \| \| ----------- \| -------- \| ---------------- \| --------------- \| ------------ \| ----- \| \| Массачусетс \| 8.90 \| 9.41 \| 9.65 \| 9.32 \| 9.34 \| \| Миссури \| 9.23 \| 9.33 \| 9.11 \| 9.22 \| 9.28 \| \| Техас \| 9.06 \| 9.15 \| 9.18 \| 9.13 \| 9.01 \| \| Калифорния \| 9.07 \| 9.23 \| 9.08 \| 9.12 \| 9.26 \| \| Юта \| 9.12 \| 8.91 \| 8.95 \| 9.00 \| 9.16 \| \| Аризона \| 8.90 \| 8.93 \| 8.86 \| 8.90 \| \| \| Луизиана \| 8.78 \| 8.80 \| 9.05 \| 8.87 \| \| \| Вашингтон \| 8.67 \| 9.04 \| 8.80 \| 8.83 \| \| \| Мичиган \| 8.61 \| 9.08 \| 8.66 \| 8.78 \| \| \| Виргиния \| 8.53 \| 8.65 \| 8.83 \| 8.67 \| \| | Победительница 1-я Вице Мисс 2-я Вице Мисс Финалистки |                  |                 |              |       |
| Штат | Интервью                                              | Купальный костюм | Вечерний костюм | Средний балл | Финал |
| Массачусетс | 8.90                                                  | 9.41             | 9.65            | 9.32         | 9.34  |
| Миссури | 9.23                                                  | 9.33             | 9.11            | 9.22         | 9.28  |
| Техас | 9.06                                                  | 9.15             | 9.18            | 9.13         | 9.01  |
| Калифорния | 9.07                                                  | 9.23             | 9.08            | 9.12         | 9.26  |
| Юта | 9.12                                                  | 8.91             | 8.95            | 9.00         | 9.16  |
| Аризона | 8.90                                                  | 8.93             | 8.86            | 8.90         |       |
| Луизиана | 8.78                                                  | 8.80             | 9.05            | 8.87         |       |
| Вашингтон | 8.67                                                  | 9.04             | 8.80            | 8.83         |       |
| Мичиган | 8.61                                                  | 9.08             | 8.66            | 8.78         |       |
| Виргиния | 8.53                                                  | 8.65             | 8.83            | 8.67         |       |

## Штаты-участницы
| - Алабама – Пейджи Брукс - Аляска – Памела Котт - Аризона – Стейси Кол - Арканзас – Ками Тайс - Калифорния – Шауна Гэмблл - Колорадо – Мишель Стэнли - Коннектикут – Кристина Хагс - Делавэр – Шерри Дэвис - Вашингтон (округ Колумбия) – Заница Лилис - Флорида – Джейми Конверс - Джорджия – Эдлин Льюис - Гавайи – Тиффани Геркулес - Айдахо – Мелинда Грасмик - Иллинойс – Мэнди Лэйн - Индиана – Николь Ллеуелин - Айова – Джейми Солнджер - Канзас – Камми Морриссеу - Кентукки – Ненси Бредли - Луизиана – Дебби Деломм - Мэн – Кэти Морс - Мэриленд – Мария Линн Шерифф - Массачусетс – Шауна Джеббиа - Мичиган – Джонелль Риан - Миннесота – Джосан Хенген - Миссисипи – Ангела Уэтли - Миссури – Мелани Бредлов | - Монтана – Рено Уиттман - Небраска – Дженнифер Наро - Невада – Тамми Ранкин - Нью-Гэмпшир – Надя Семердьев - Нью-Джерси – Келли Парц - Нью-Мексико – Мая Струнк - Нью-Йорк – Сьюзан Уисдом - Северная Каролина – Вера Моррис - Северная Дакота – Элисон Несемейр - Огайо – Синтия Мэйдден - Оклахома – Анна–Мари Диксон - Орегон – Кара Джонс - Пенсильвания – Кимберли Джейкокс - Род-Айленд – Конни Харролль - Южная Каролина – Соня Гленн - Южная Дакота – Лори О'Брин - Теннесси – Эми Нили - Техас – Холли Миллс - Юта – Мелисса Лей Андерсон - Вермонт – Кэти Блисс - Виргиния – Мередит Бланкеншип - Вашингтон – Наташа Вантрамп - Западная Виргиния – Сьюзан Бус - Висконсин – Мишель Альтман - Вайоминг – Меган Вигерт |

## Участие в других конкурсах
Участницы участвовавшие в конкурсе красоты «Юная мисс США»:
- Мелисса Лей Андерсон (Юта) — Юная Мисс Юта 1990
- Кэтрин Блисс (Вермонт) — Юная Мисс Нью-Йорк 1990
- Николь Ллевеллен (Индиана) — Юная Мисс Индиана 1992 (Полуфиналистка на конкурсе Юная Мисс США 1992)
- Джейми Солинджер (Айова) — Юная Мисс Айова 1992, Юная Мисс США 1992
- Тамми Ранкин (Невада) — Юная Мисс Невада 1993
- Мелани Бридлав (Миссури) — Юная Мисс Миссури 1993
- Келли Паарц (Нью Джерси) — Юная Мисс Нью Джерси 1994  (Полуфиналистка на конкурсе Юная Мисс США 1994)
- Шауна Гэмбилл (Калифорния) — Юная Мисс Калифорния 1994, Юная Мисс США 1994
- Аллисон Несемейер (Северная Дакота) — Юная Мисс Северная Дакота 1994
- Анна-Мари Диксон (Оклахома) — Юная Мисс Иллинойс 1995  (Финалистка на конкурсе Юная Мисс США 1995)

Участница, которая завоевала титул «Мисс Америка»:
- Мишель Стэнли (Колорадо) — Мисс Колорадо 1996

Участница, участвовавшая на конкурсе красоты «Мисс Мира 1998»:
- Шона Гэмбилл (Калифорния)

## Сноски
1. ↑  Swimsuit and evening gown judging narrows field to 10 for Miss USA. Associated Press. 7 марта 1998.
2. ↑  Foster, Mary (11 марта 1998). Miss Massachusetts wins Miss USA crown. Lundington Daily News. Архивировано 8 апреля 2016. Дата обращения: 6 сентября 2014.
3. ↑  Associated Press (28 ноября 1997). Pageant to Stay in Shreveport. The New Orleans Times-Picayune. p. A3.
4. ↑  Miss USA delegates arrive by runway and highway. Associated Press. 22 февраля 1998.
5. ↑  Foster, Mary (10 марта 1998). Miss USA brings glamour, tourists to La. The Baton Rouge Advocate.
6. ↑  Miss USA delegates began pageant preparations. Associated Press. 23 февраля 1998.
7. ↑  Langley, Greg (6 марта 1998). Miss USA Pageant returns to Shreveport. The Baton Rouge Advocate.

  10.  "Massachusetts Makes It." Pageant News Bureau. 10 March 1998. <https://web.archive.org/web/19990903023318/http://www.pageant.com/missusa98/>.  
11.  "Thoughts of Miss USA 1998."  Tom's Page of Miss Universe Mania. <http://www.tpmum.com/usa98th.html>.